# Euclovia tsingtauana
Euclovia tsingtauana är en insektsart som beskrevs av Matsumura 1942. Euclovia tsingtauana ingår i släktet Euclovia och familjen spottstritar. Inga underarter finns listade i Catalogue of Life.